# Portopalo di Capo Passero
Portopalo di Capo Passero é uma comuna italiana da região da Sicília, província de Siracusa, com cerca de 3 500 habitantes. Estende-se por uma área de 14,87 km², tendo uma densidade populacional de 250 hab/km². Faz fronteira com Pachino.

## Demografia
| Variação demográfica do município entre 1861 e 2011                               |
|                                                                                   |
| Fonte: Istituto Nazionale di Statistica (ISTAT) - Elaboração gráfica da Wikipedia |